# Seznam skladateljev
Abecedni seznam najbolj znanih in pomembnih skladateljev, razvrščenih po obdobjih.

## Srednji vek
do leta 1400 (1450)

### Zgodnji srednji vek ( -1150)
- Kassia (ca.810-867)
- Adam de St. Victor
- Guido iz Arezza (ca.992-ca.1050)
- Papež Gregor I.
- Godric (Sv. Godric)
- Hermann von Reichenau (1013-1054)
- Hildegarda iz Bingna (1098-1179)
- Hucbald
- Notker (Notker Balbulus)
- Odo iz Arezza
- Odo iz Clunya
- Tuotilo (Tutilo)

### Visoki srednji vek (1150-1300)
- Léonin
- Pérotin
- W. de Wycombe
- Pierre de la Croix (Petrus de Cruce)
- Berenguier de Palou
- Arnaut Daniel
- Giraut de Bornelh
- Marcabru
- Peire Cardenal
- Bernart de Ventadorn
- Bertran de Born
- Dante
- Jaufre Rudel
- Alfonz X. Kastiljski
- Wolfram von Eschenbach
- Walther von der Vogelweide
- Neidhart von Reuenthal

### Pozni srednji vek (1300-1450)
- Philippe de Vitry
- Guillaume de Machaut
- Jehan de Lescurel
- Borlet
- Solage
- François Andrieu
- Francesco Landini
- Gherardello da Firenze
- Andrea da Firenze
- Giovanni da Firenze (tudi Giovanni da Cascia)
- Paolo da Firenze (ca. 1355 – ca. 1436)
- Donato da Cascia
- Lorenzo Masini
- Bartolino da Padova
- Niccolò da Perugia
- Maestro Piero
- Anthonello de Caserta
- Philippus de Caserta (tudi Philipoctus de Caserta)
- Johannes Ciconia
- Matteo da Perugia
- Jacopo da Bologna
- Lorenzo da Firenze († 1372 ali 1373)
- Grimace
- Jacob Senleches
- Baude Cordier

## Renesansa
od leta 1400 do 1600

### Skladatelji na prehodu iz srednjega veka v renesanso (1400-1450)
- Roy Henry (verjetno Henrik V.) (* ca. 1410)
- Pycard (* ca. 1410)
- Byttering (verjetno Thomas Byttering) († 1420)
- Nicolas Grenon († 1456)
- John Dunstable (ca.1380-1453)
- Hugo de Lantins († 1430)
- Arnold de Lantins († 1430)
- Leonel Power († 1445)
- Gilles Binchois (ca.1400-1460)
- Johannes Brassart (ca.1400-1455)
- Guillaume Dufay (ca.1400-1474)

### Zgodnja renesansa (1450-1500)
- John Browne (?-1505)
- Conrad Paumann (ca.1410-1473)
- Johannes Ockeghem (ca.1415-1497)
- Johannes Regis (ca.1425-ca.1496)
- Walter Frye († 1475)
- Robert Morton (ca.1430- po 1475)
- Antoine Busnois (ca.1430-1492)
- Juan de Urrede (ca.1430- po 1482)
- Firminus Caron († ca.1475)
- Juan Pérez de Gijón (* ca.1460-1500)
- Francisco de la Torre (* ca.1460-1500)
- Guillaume Faugues († 1475)
- Juan de Triana († 1500)
- Richard Hygons (ca.1435- ca.1509)
- Johannes Tinctoris (ca.1435-1511)
- Johannes Martini (ca.1440-1497 ali 1498)
- Heinrich Finck (1444 ali 1445-1527)
- Hayne van Ghizeghem (ca.1445-ca.1480)
- Gaspar van Weerbeke (ca.1445- po 1517)
- Alexander Agricola (1446?-1506)
- Philippe Basiron (ca.1449-1491)
- Josquin des Prez (ca.1450-1521)
- Edmund Turges (ca.1450 - ?)
- Walter Lambe (ca.1450 - po 1504)
- Matthaeus Pipelare (ca.1450- ca.1515)
- Robert Wilkinson (ca.1450-1515 ali kasneje)
- Heinrich Isaac (ca.1450-1517)
- Jean Japart († 1481)
- Loyset Compère (ca.1450-1518)
- Arnolt Schlick (ca.1450-ca.1525)
- Franchinus Gaffurius (1451-1522)
- Jacob Obrecht (ca.1453-1505)
- Jacobus Barbireau (1455-1491)
- Jean Mouton (ca.1459-1522)
- Paul Hofhaimer (1459-1537)
- Pierre de La Rue (ca.1460-1518)
- Antoine Brumel (1460- po 1520)
- Robert Fayrfax (1464-1521)
- Richard Davy (ca.1465-ca.1507)
- William Cornysh (ca.1465-1523)
- Pedro de Escobar (ca.1465-1535)
- Juan del Encina (1468-ca.1529)
- Marchetto Cara (ca.1470-1525?)
- Carpentras (ca.1470-1548)
- Antoine de Févin (ca.1470-1511 ali 1512)
- Robert de Févin
- Mathieu Gascongne
- Francisco de Peñalosa (ca.1470-1528)
- Bartolomeo Tromboncino (ca.1470-c1535)

### Visoka renesansa (1500-1550)
- Ninot le Petit († 1520)
- Vincenzo Capirola (1474-po 1548)
- Bartolomeo degli Organi (1474-1539)
- Filippo de Lurano (~1475-1520~)
- Philippe Verdelot (~1475-pred 1552)
- Marco Dall'Aquila (~1480-po 1538)
- Jean l'Heritier (1480-1552)
- Gasparo Alberti (ca.1480-1560)
- Jean Richafort (~1480-1547)
- Hans Buchner (1483-1540~)
- Jacquet of Mantua (1483-1559)
- Robert Carver (1484-1568)
- Nicholas Ludford (1485-1557)
- Hugh Aston (~1485-1558)
- Clément Janequin (~1485-1558)
- Pierre Moulu (~1485-1550~)
- Martin Agricola (1486-1556)
- Ludwig Senfl (~1486-1542~)
- John Taverner (~1490-1545)
- Leonhard Kleber (~1490-1556)
- Bernardo Pisano (1490-1548)
- Thomas Crecquillon (~1490-?1557)
- Sandrin (Pierre Regnault) (~1490-1560~)
- Claudin de Sermisy (~1490-1562)
- Adrian Willaert (~1490-1562)
- Francesco de Layolle (1492-1540~)
- Lupus Hellenck (~1494-1541)
- Lupus (~1495-po 1530)
- Costanzo Festa (~1495-1545)
- Nicolas Gombert (~1495-1560~)
- David Peebles († 1579)
- Pietro Paolo Borrono († 1549)
- Johann Walter (1496-1570)
- Francesco da Milano (1497-1543)
- Luis de Narvaez
- Arnold von Bruck (~1500-1554)
- Heliodoro de Paiva (~1500-1552)
- Cristóbal de Morales (~1500-1553)
- Luis de Milán (~1500-1561~)
- Tielman Susato (~1500-1562~)
- Bartolomé de Escobedo (~1500-1563)
- Jacques Buus (~1500-1565)
- Hilaire Penet (1501?-15??)
- Francesco Corteccia (1502-1571)
- Giovanni Paolo Paladini († 1560)
- Marco da l'Aquila(† 1505-1555)
- Jacques Arcadelt (1505?-1568)
- Christopher Tye (~1505-1572?)
- Thomas Tallis (~1505-1585)
- Johannes Lupi (~1506-1539)
- Bálint Bakfark (1507-1576) (tudi Valentin/Valentine/Valentinus Bakfark)
- Giovanni Battista Conforti († 1550)
- Jacob Clemens non Papa (~1510-1555~) (Jacques Clément)
- Guillaume Morlaye (~1510-1558~)
- Claudio Veggio (~1510-15??)
- Loys Bourgeois (~1510-1560) (tudi Louis Bourgeois)
- Pierre de Manchicourt (~1510-1564)
- Juan Bermudo (~1510-1565~)
- Antonio de Cabezón (1510-1566)
- Jean Maillard (~1510-1570~)
- Diego Ortiz (~1510-1570~)
- Claude Goudimel (~1510-1572)
- Alonso Mudarra (~1510-1580)
- Andrea Gabrieli (~1510-1586)
- Giuseppe Guami (1510-1586)
- Vincenzo Ruffo (~1510-1587)
- Pierre Certon († 1572)
- Agostino Agostini († 1569)
- Ambrose Lupo († 1591)
- Giovanni Domenico da Nola (~1515-1592)
- John Sheppard (~1515-1559)
- Cypriano de Rore (~1515-1565)
- Tomás de Santa María (~1515-1570)
- Adrian Le Roy († 1580)
- Antonio Carreira (~1515-1590~)
- Leonardo Meldart Fiamengo († 1600)
- Fabrizio Dentice († 1600)
- Gioseffo Zarlino (1517-1590)
- John Black (~1520-1587)
- Vincenzo Galilei (~1520-1591)
- Didier Lupi Second (~1520-po 1559)

### Pozna renesansa (1550-1600)
- Vicente Lusitano
- Philippe de Monte (1521-1603)
- Girolamo Cavazzoni (~1525-po 1577)
- Giovanni Pierluigi da Palestrina (~1525-1594)
- Baldassare Donato (1525 do 1530-1603)
- Hermann Finck (1527-1558)
- Annibale Padovano (1527-1575)
- John Angus
- Francisco Guerrero (1528-1599)
- Alberto da Ripa (1529-1551)
- Costanzo Porta (~1529-1601)
- William Mundy (~1530-pred 1591)
- Rodrigo de Ceballos (~1530-1591)
- Guillaume Boni (~1530-1594)
- Elias Nikolaus Ammerbach (~1530-1597)
- Fabrizzio Caroso (~1530-po 1600)
- Guillaume Costeley (1530-1606)
- Claude Le Jeune (1530-1600)
- Orlandus Lassus (~1531-1594) (tudi Orlando di Lasso)
- Jacobus de Kerle (1531 ali 1532-1591)
- Hernando Franco (1532-1585)
- Giammateo Asola (1532-1609)
- Claudio Merulo (1533-1604)
- Lodovico Agostini (1534-1590)
- Francesco Soto de Langa (1534-1619)
- Pietro Vinci (~1535-1584)
- Filippo Azzaiolo
- Girolamo Conversi
- Giaches de Wert (1535-1596)
- Robert Whyte (1538-1574)
- Giovanni Leonardo Primavera (1540-1585)
- Maddalena Casulana (~1540-1590~)
- Vincenzo Bellavere (15??-1587)
- Alessandro Striggio (~1540-1592)
- Francisco de Peraza
- Gioseffo Guami (~1540-1611)
- Hernando de Cabezón (1541-1602)
- Anthony Holborne (? -1602)
- William Byrd (1543-1623)
- Alfonso Ferrabosco (I) (1543-1588)
- Giovanni Maria Nanino (Nanini) (1543 ali 1544-1607)
- Francesco Guami (~1544-1602)
- Girolamo Dalla Casa († 1601)
- Jacob Polonais (~1545 - 1605)
- Luzzasco Luzzaschi (~1545-1607)
- Giulio Caccini (~1545-1618)
- Marc Antonio Ingegneri (~1547-1592)
- Manuel Mendes (~1547-1605)
- Francesco Soriano (~1548-1621)
- Tomas Luis de Victoria (1548-1611)
- Eustache Du Caurroy (1549-1609)
- Giovanni de Macque (~1549-1614)
- Emilio de' Cavalieri (~1550-1602)
- Jacobus Gallus (Jacob Handl) (1550-1591)
- Pomponio Nenna (~1550-1613)
- Pedro de Cristo (~1550-1618)
- Orazio Vecchi (1550-1605)
- Girolamo Belli (1552-1620~)
- Leonhard Lechner (~1553-1606)
- Luca Marenzio (~1553-1599)
- Paolo Bellasio (1554-1594)
- Girolamo Diruta (~1554- po 1610)
- Alonso Lobo (~1555-1617)
- Nicholas Strogers
- Gabriele Villani (~1555-1625)
- Manuel Rodrigues Coelho (~1555-1635~)
- Richardo Rogniono (15?? - 1620)
- Johannes Nucius (~1556-1620)
- Giovanni Croce (~1557-1609)
- Conte Alfonso Fontanelli (1557-1622)
- Jacques Mauduit (1557-1627)
- Thomas Morley (1557-1603)
- Giovanni Gabrieli (1557-1612)
- Giovanni Bassano (~1558-1617)
- Giulio Belli (~1560-1621~)
- Ruggiero Giovannelli (~1560-1625)
- Antonio Il Verso (~1560-1621)
- Giovanni Bernardino Nanino (1560-1623)
- Peter Philips (1560-1628)
- Hieronymus Praetorius (1560-1629)
- William Brade (1560-1630)
- Dario Castello (~1560-1640~)
- Felice Anerio (~1560-1614)
- Jacopo Peri (1561-1633)
- Jan Pieterszoon Sweelinck (1562-1621)
- Hans Leo Hassler (1562-1612)
- John Bull (1562-1628)
- John Dowland (1563-1626)
- Giles Farnaby (~1563-1640)
- Kryštof Harant z Polžic a Bezdružic (1564-1621)
- Sebastián Aguilera de Heredia (1565-1627)
- Ascanio Mayone (1565-1627)
- Duarte Lobo (~1565-1647)
- Alessandro Piccinini (1566-1638)
- Manuel Cardoso (1566-1650)
- Carlo Gesualdo (1560-1613)
- Thomas Campion (1567-1620)
- Christoph Demantius (1567-1643)
- Claudio Monteverdi (1567-1643)
- Adriano Banchieri (1568-1634)
- Diomedes Cato (~1570-po 1615)
- Giovanni Paolo Cima (1570-1622)
- Alphonso Ferrabosco (II) (~1570-1628)
- Michael Praetorius (~1571-1621)
- Thomas Lupo (1571-1627)
- Daniel Bacheler (1572-1618)
- Thomas Tomkins (1572-1656)
- Juan Pujol (ca.1573-1626)
- Claudio Pari (1574- po 1619)
- John Wilbye (1574-1638)
- William Simmes (~1575-1625~)
- John Coprario (~1575-1626)
- John Maynard (~1576 - pred 1633)
- Thomas Weelkes (1576-1623)
- Melchior Franck (1579-1639)
- Sigismondo d'India (~1582-1629)
- Orlando Gibbons (1583-1625)
- Antonio Cifra (1584-1629)
- John Jenkins (1592-1678)
- William Corkine (15?? - po 1617)
- Richard Sumarte (15?? - po 1630)

## Barok
od leta 1600 do 1751
- Karl Friedrich Abel (1725-1787)
- Tomaso Albinoni (1671-1750)
- Domenico Alberti (1710-1740)
- Gregorio Allegri (1582-1652)
- Johann Sebastian Bach (1685-1750)
- Wilhelm Friedemann Bach (1710-1784)
- Heinrich Ignaz Franz von Biber (1644-1704)
- William Billings (1746-1800)
- Giovanni Battista Bononcini (1670-1747)
- William Boyce (1711-1779)
- Dietrich Buxtehude (1637-1707)
- Carlo Antonio Campioni (1720-1788)
- Giacomo Carissimi (1604-1674)
- Marc Antoine Charpentier (1634-1704)
- Arcangelo Corelli (1653-1713)
- François Couperin (1668-1733)
- Johann Friedrich Fasch (1688-1758)
- Girolamo Frescobaldi (1583-1643)
- Baldassare Galuppi (1706-1785)
- Francesco Geminiani (1687-1762)
- Maurice Greene (1696-1755)
- Georg Friedrich Händel (1685-1759)
- William Herschel (1738-1822)
- Richard Leveridge (ca.1670-1758)
- Pietro Locatelli (1695-1764)
- Jean-Baptiste Lully (1632-1687)
- Claudio Monteverdi (1567-1643)
- Johann Pachelbel (1653-1706)
- Nicola Porpora  (1686-1768)
- Henry Purcell (1659-1695)
- Johann Joachim Quantz (1697-1773)
- Jean-Philippe Rameau (1683-1764)
- Johan Helmich Roman (1694-1758)
- Alessandro Scarlatti (1660-1725)
- Domenico Scarlatti (1685-1757)
- Samuel Scheidt (1587-1654)
- Johann Hermann Schein (1586-1630)
- Heinrich Schütz (1585-1672)
- Antonio Soler (1729-1783)
- Jan Pieterszoon Sweelinck (1562-1621)
- Giuseppe Tartini (1692-1770)
- Georg Philipp Telemann (1681-1767)
- Antonio Vivaldi (1678-1741)
- Unico Wilhelm von Wassenaar (1692-1766)
- Jan Zach (1699-1773)
- Jan Dismas Zelenka (1679-1745)

## Klasicizem
od leta 1750 do 1820
- Jean-Baptiste Masse (~1700-1756~)
- Michel Blavet (1700-1768)
- Johan Agrell (1701-1765)
- Jean-Fery Rebel (mlajši) (1701-1775)
- Giovanni Battista Sammartini (1701-1775)
- Johann Ernst Eberlin (1702-1762)
- Johann Gottlieb Graun (~1702-1771)
- Carl Heinrich Graun (~1703-1759)
- Giovanni Battista Pescetti (~1704-1766~)
- Baldassare Galuppi (1706-1785)
- Georg Reutter (1708-1772)
- Michel Corrette (1709-1795)
- Giovanni Battista Pergolesi (1710-1736)
- Domenico Alberti (1710-1740)
- Thomas Arne (1710-1778)
- Wilhelm Friedemann Bach (1710-1784)
- William Boyce (1711-1779)
- John Stanley (1712-1786)
- Johann Ludwig Krebs (1713-1780)
- Per Brant (1714-1767)
- Niccolò Jommelli (1714-1774)
- Gottfried August Homilius (1714-1785)
- Christoph Willibald Gluck (1714-1787)
- Carl Philipp Emanuel Bach (1714-1788)
- Georg Christoph Wagenseil (1715-1777)
- Hinrich Philip Johnsen (1716-1779)
- Johann Wenzel Anton Stamitz (1717-1757)
- Leopold Mozart (1719-1787)
- William Walond (1719-1768)
- Johann Philipp Kirnberger (1721-1783)
- Pieter Hellendaal (1721-1799)
- Sebastián Ramón de Albero y Añaños (1722-1756)
- Karl Friedrich Abel (1723-1787)
- François-André Danican Philidor (1726-1795)
- Armand-Louis Couperin (1727-1789)
- Florian Leopold Gassmann  (1729-1774)
- Giuseppe Sarti (1729-1802)
- Antonio Soler (1729-1783)
- Joseph Haydn (1732-1809)
- François-Joseph Gossec (1734-1829)
- Johann Gottfried Eckard (1735-1809)
- Johann Christian Bach (1735-1782)
- Johann Schobert (~1735-1767)
- Johann Georg Albrechtsberger (1736-1809)
- Michael Haydn (1737-1806)
- Josef Misliveček (1737-1781)
- Karl Ditters von Dittersdorf (1739-1799)
- Johann Baptist Vanhal (1739-1813)
- André-Ernest-Modeste Grétry (1741-1813)
- Giovanni Paisiello (1741-1816)
- Andrea Luchesi (1741-1801)
- Luigi Boccherini (1743-1805)
- Franz Nikolaus Novotny (1743-1773)
- Carl Stamitz (1745-1801)
- Leopold Kozeluch (1747-1818)
- Johann Abraham Peter Schultz (1747-1800)
- Joseph Schuster (1748-1812)
- Domenico Cimarosa (1749-1801)
- Antonio Salieri (1750-1825)
- Antonio Rosetti (~1750-1792)
- Dimitrij Stepanovič Bortnjanski (1751-1821)
- Muzio Clementi (1752-1832)
- Wolfgang Amadeus Mozart (1756-1791)
- Joseph Martin Kraus (1756-1792)
- Ignaz Josef Pleyel (1757-1831)
- François Devienne (1759-1803)
- Franz Vinzenz Krommer (1759-1831)
- Maria Theresia Paradis (1759-1824)
- Luigi Cherubini (1760-1842)
- Jerome-Joseph de Momigny (1762-1842)
- Franz Danzi (1763-1826)
- Franz Xaver Süssmayr (1766-1803)
- Wenzel Müller (1767-1835)
- Artem Vedel (1767-1808)
- Christoph Ernst Friedrich Weyse (1774-1842)
- Niccolò Paganini (1782-1840)
- Louis Spohr (1784-1859)
- Juan Crisostomo de Arriaga (1806-1826)

### Skladatelji na prehodu iz klasicizma v romantiko
- Ludwig van Beethoven (1770-1827)
- Antoine Reicha (1770-1836)
- Johann Nepomuk Hummel (1778-1837)
- Fernando Sor (1778-1839)
- John Field (1782-1837)
- Pietro Raimondi (1786-1853)
- Carl Maria von Weber (1786-1826)
- Franz Schubert (1797-1828)
- Franz von Suppe (1819-1895)

## Romantika
od leta 1820 do 1900 (abecedni seznam)
- Adolphe-Charles Adam (1803-1856)
- Isaac Albéniz (1860-1909)
- Anton Stepanovič Arenski (1861-1906)
- Daniel François Esprit Auber (1782-1871)
- Francis Edward Bache (1833-1858)
- Michael William Balfe (1808-1870)
- Amy Beach (1867-1944)
- Vincenzo Bellini (1801-1835)
- Hector Berlioz (1803-1869)
- Franz Berwald (1796-1868)
- Georges Bizet (1838-1875)
- Arrigo Boito (1842-1918)
- Aleksander Borodin (1833-1887)
- Johannes Brahms (1833-1897)
- Max Bruch (1838-1920)
- Anton Bruckner (1824-1896)
- Hans von Bülow (1830-1894)
- Norbert Burgmüller (1810-1836)
- Ferruccio Busoni (1866-1924)
- Joseph Canteloube (1879-1857)
- Whitefield Chadwick (1854-1931)
- Gustave Charpentier (1860-1956)
- Pablo Casals (1876-1973)
- Ernest Chausson (1855-1899)
- Frédéric Chopin (1810-1849)
- Carl Czerny (1791-1857)
- Léo Delibes (1836-1891)
- Gaetano Donizetti (1797-1848)
- Paul Dukas (1865-1935)
- Antonín Leopold Dvořák (1841-1904)
- Gabriel Fauré (1845-1924)
- César Franck (1822-1890)
- Niels Wilhelm Gade (1817-1890)
- Edward German (1862-1936)
- Aleksander Glazunov (1865-1936)
- Reinhold Morisevič Glière (1875-1956)
- Mikhail Glinka (1804-1857)
- Karl Goldmark (1830-1915)
- Louis Moreau Gottschalk (1829-1869)
- Charles Gounod (1818-1893)
- Enrique Granados (1867-1916)
- Edvard Grieg (1843-1907)
- Johann Peter Emilius Hartmann (1805-1900)
- E.T.A. Hoffmann (1776-1822)
- Hans Huber (1852-1921)
- Engelbert Humperdinck (1854-1921)
- Vasilij Kalinnikov (1866-1901)
- Daniel Friedrich Rudolph Kuhlau (1786-1832)
- Édouard Lalo (1823-1892)
- Louis James Alfred Lefébure-Wely (1817-1869)
- Franz Lehár (1870-1948)
- Ruggiero Leoncavallo (1858-1919)
- Otto Lindblad (1809-1864)
- Franz Liszt (1811-1886)
- Carl Löwe (1796-1869)
- Alexandre Luigini (1850-1906)
- Fanny Mendelssohn (1805-1847)
- Felix Mendelssohn Bartholdy (1809-1847)
- Giacomo Meyerbeer (1791-1864)
- Modest Petrovič Musorgski (1839-1881)
- Carl Nielsen (1865-1931)
- Jacques Offenbach (1819-1880)
- Hubert Parry (1848-1918)
- Giacomo Puccini (1858-1924)
- Max Reger (1873-1916)
- Ottorino Respighi (1879-1936)
- Julius Reubke (1834-1858)
- Nikolaj Rimski-Korsakov (1844-1908)
- Gioacchino Rossini (1792-1868)
- Anton Rubinstein (1829-1894)
- Camille Saint-Saëns (1835-1921)
- Pablo Sarasate (1844-1908)
- Erik Satie (1866-1925)
- Franz Schmidt (1874-1939)
- Franz Schreker (1878-1934)
- Clara Schumann (1819-1896)
- Robert Schumann (1810-1856)
- Aleksander Nikolajevič Skrjabin (1872-1915)
- Christian Sinding (1856-1941)
- Bedrich Smetana (1824-1884)
- John Stainer (1840-1901)
- Charles Villiers Stanford (1852-1924)
- Wilhelm Stenhammar (1871-1927)
- Johann Strauss starejši (1804-1849)
- Johann Strauss mlajši (1825-1899)
- Josef Strauss (1827-1870)
- Josef Suk (1874-1935)
- Arthur Sullivan (1842-1900)
- Francisco Tarrega (1852-1909)
- Peter Iljič Čajkovski (1840-1893)
- Komitas Vardapet (1869-1935)
- Giuseppe Verdi (1813-1901)
- Richard Wagner (1813-1883)
- Carl Maria von Weber (1786-1826)
- Charles-Marie Widor (1845-1937)
- Hugo Wolf (1860-1903)
- Eugène Ysaÿe (1858-1931)

## 20. stoletje
- Aleksander Vasiljevič Aleksandrov (1883-1946)
- Béla Bartók, (1881-1945)
- Alban Berg (1885-1935)
- Irving Berlin (1888-1989)
- Leonard Bernstein (1918-1990)
- Benjamin Britten (1913-1962)
- George Butterworth (1885-1916)
- Edwin Carr (1926-2003)
- Jan Cikker (1911-1989)
- Mikalojus Konstantinas Čiurlionis (1875-1911)
- Claude Debussy (1862-1918)
- Frederick Delius (1862-1934)
- Paul Dukas (1865-1935)
- Edward Elgar (1857-1934)
- Manuel de Falla (1876-1946)
- Alberto Evaristo Ginastera (1916-1983)
- Vinko Globokar (* 1934)
- Percy Grainger (1882-1961)
- Geoffrey Grey (1934-2023)
- Launy Grøndahl (1886-1960)
- Pavel Haas (1899-1944)
- Aram Iljič Hačaturjan (1903-1978)
- Paul Hindemith (1895 - 1963)
- Gustav Holst (1874-1934)
- Arthur Honegger (1892-1955)
- Charles Ives (1874-1954)
- Leoš Janáček (1854-1928)
- Jens Fink-Jensen (* 1956)
- Dimitrij Borisovič Kabalevski (1904-1987)
- Božidar Kantušer (1921-1999)
- Zoltan Kodaly (1882-1967)
- Hans Krása (1899-1944)
- Lojze Lebič (* 1934)
- György Ligeti (1923-2006)
- Witold Lutosławski (1913–1994)
- Gustav Mahler (1860-1911)
- Franco Margola (1908-1992)
- Olivier Messiaen (1908-1992)
- Carl Orff (1895-1982)
- Arvo Pärt (* 1935)
- Francis Poulenc (1899-1963)
- Sergej Prokofjev (1891-1953)
- Sergej Vasiljevič Rahmaninov (1873-1943)
- Maurice Ravel (1875-1937)
- Joaquín Rodrigo (1901-1999)
- Uroš Rojko (* 1954)
- John Rutter (* 1945)
- Arnold Schönberg (1874-1951)
- Richard Strauss (1864-1949)
- Igor Stravinski (1882-1971)
- Karol Szymanowski (1882-1937)
- Harald Sæverud (1897-1992)
- Dmitrij Šostakovič (1906-1975)
- Alfred Schnittke (1926-1998)
- Edison Denisov (1929-1996)
- Rodion Ščedrin (*1932)